# Doing DaVinci
Doing DaVinci is een Amerikaans televisieprogramma dat oorspronkelijk werd uitgezonden op Discovery Channel. Het programma ging in première op 13 april 2009 en bestond uit één seizoen van tien afleveringen. De show draait om een team van experts die authentieke machines bouwen op basis van de originele tekeningen van Leonardo da Vinci.

## Concept
De serie onderzoekt de ontwerpen van Leonardo da Vinci, die eeuwenlang als theoretisch en onuitvoerbaar werden beschouwd. Het doel van het programma is om deze ontwerpen daadwerkelijk te bouwen met materialen en technieken die beschikbaar waren in de tijd van da Vinci, om zo te testen of zijn ideeën technisch haalbaar waren.
Het team bestaat uit ingenieurs, historici, timmerlieden en andere vakmensen. Ze reconstrueren onder andere oorlogsmachines, bruggen, katapulten en andere uitvindingen, gebaseerd op de originele notities en schetsen uit da Vinci's beroemde Codex Atlanticus.

## Team
Het bouwteam in Doing DaVinci bestond uit vier kernleden:
- Zane Buzby – regisseur en medeproducent
- Bill Duggan – bouwexpert en timmerman
- Saul Griffith – uitvinder en ingenieur
- Erez Lieberman – wetenschapper en onderzoeker

Zij werkten samen met gastexperts om elk project tot leven te brengen.

## Afleveringen
Elke aflevering richt zich op één specifieke uitvinding van da Vinci. Voorbeelden van projecten zijn:
- Een door mensen aangedreven tank
- Een zelfspannend katapultmechanisme
- Een draaibrug
- Een vliegmachine gebaseerd op vleugels van vogels en vleermuizen

De serie onderzoekt de mechanische werking, de historische context, en de uitdagingen bij het bouwen van deze constructies met middeleeuwse middelen.

## Ontvangst
Doing DaVinci werd positief ontvangen door kijkers die geïnteresseerd zijn in geschiedenis, wetenschap en techniek. Hoewel het geen groot mainstream-succes werd, werd het geprezen om zijn educatieve waarde en originele insteek. Critici merkten op dat de show op een toegankelijke manier complexe ideeën tot leven bracht.